# Bloodhounds of Broadway
Bloodhounds of Broadway é um filme musical estadunidense de 1952 dirigido por Harmon Jones e baseado em uma história de Damon Runyon. É estrelado por Mitzi Gaynor junto com Scott Brady, Mitzi Green, Marguerite Chapman, Michael O'Shea, Wally Vernon e George E. Stone.
O filme foi refeito em 1989, desta vez como um especial da American Playhouse da PBS (posteriormente lançado nos cinemas), estrelado por Matt Dillon e Madonna.

## Elenco
- Mitzi Gaynor como Emily Ann Stackerlee
- Scott Brady como Robert 'Numbers' Foster
- Mitzi Green como '52ª Tessie' Sammis
- Marguerite Chapman como Yvonne Dugan
- Michael O'Shea como Inspetor McNamara
- Wally Vernon como Harry 'Poorly' Sammis
- George E. Stone como Ropes McGonigle